# Щит (геология)

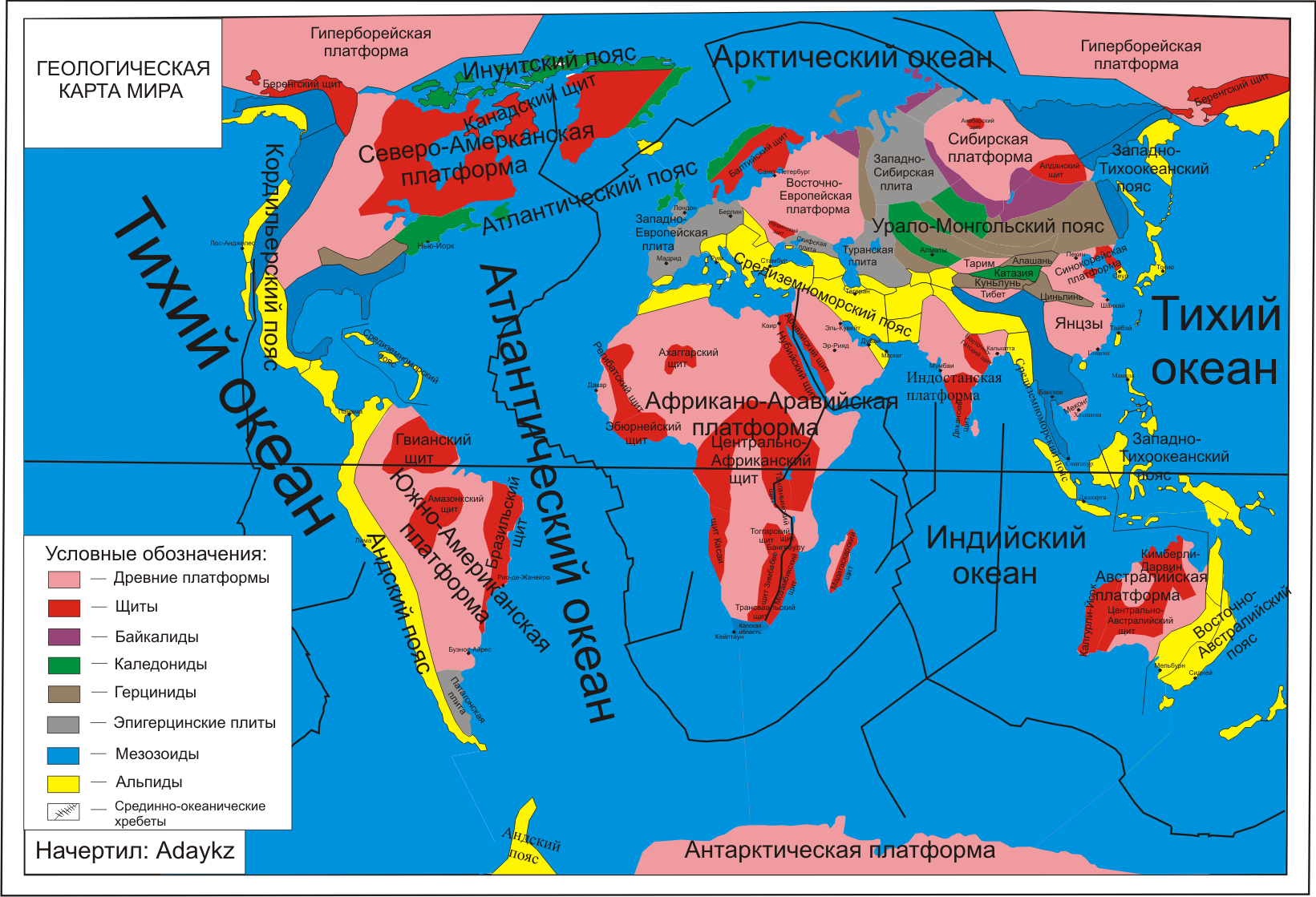
Щиты на геологической карте мира

Щит — область платформы, в которой фундамент выходит на поверхность Земли. Щиты образованы докембрийскими кристаллическими извержёнными или метаморфическими породами и образуют тектонически стабильную зону. Возраст пород иногда доходит до 2 и даже 3,5 млрд лет. После окончания кембрийского периода геологические щиты мало подвержены тектоническим явлениям и являются относительно плоскими участками земной поверхности, на которых процессы горообразования, разломы и другие тектонические процессы значительно ослаблены по сравнению с геологической активностью за их пределами.
Термин «щит» ввёл в 1888 году австрийский геолог Эдуард Зюсс.
Щит представляет собой часть континентальной коры, на которой породы фундамента, обычно докембрийские, на большой площади выходят на поверхность. Щит может иметь сложное строение, включая в себя как обширные регионы гранитных или гранодиоритовых гнейсов, как правило,  тоналитового состава, так и пояса осадочных пород, часто окружённые мелкодисперсными вулканическими осадками, или зеленокаменными поясами. Эти породы часто метаморфизованы в зеленокаменные, амфиболитовые и гранулитовые фации.
Обычно щит — это ядро континента. Большинство из них граничит с поясами, сложенными кембрийскими породами. Благодаря геологической стабильности эрозия уплощает рельеф большинства континентальных щитов; однако обычно они имеют слегка выпуклую поверхность. Щит, платформа и кристаллический фундамент являются составными частями кратона (материкового ядра).
Поля, окружающие щит, обычно являются относительно мобильными зонами интенсивных тектонических или пластинчатых динамических процессов. В этих районах в течение последних нескольких сотен миллионов лет происходили события горообразования (орогенеза).
Континентальные щиты существуют на всех континентах, например:
- Канадский щит формирует ядро Северной Америки и простирается от озера Верхнее на юге до арктических островов на севере, и от западной Канады в восточном направлении, включая большую часть Гренландии.
- Амазонский щит расположен в Бразилии, на севере он граничит с Гвианским щитом.
- Балтийский (Фенно-скандийский) щит расположен в восточной Норвегии, Швеции, Финляндии и северо-западных регионах России.
- На территории Сибири выделяют Алданский и Анабарский щиты.
- Австралийский щит занимает большую часть западной половины Австралии.
- Нубийско-аравийский щит включает в себя северо-восток Африки и запад Аравийского полуострова, разделённые Красным морем.
- Индийский щит занимает две трети южной части Индийского полуострова.